# Evanston (Illinois)
Pour les articles homonymes, voir Evanston.
Evanston (en anglais [ˈɛvənstən]) est une ville située sur les rives du lac Michigan en banlieue nord de Chicago, dans l'État de l'Illinois, aux États-Unis. Lors du recensement de 2020, sa population s’élevait à 78 110 habitants.

## Histoire
La ville fut fondée en 1836 et incorporée en 1872.
Après avoir été choisie pour accueillir l'université Northwestern en 1851, la ville fut baptisée « Evanston » après la mort du gouverneur John Evans. En novembre 1895, le quotidien Chicago Times-Herald organise le concours du Chicago Times-Herald, l'une des premières courses automobiles des États-Unis, un aller-retour de Chicago à Evanston (Chicago Ave.).
Aujourd'hui, la ville accueille encore l'université, mais elle accueille également d'autres organismes comme le siège du Rotary International et de différentes agences de l'Église méthodiste unie (United Methodist Church). C'est aussi le siège par exemple de la Woman's Christian Temperance Union, et de la National Merit Scholarship Corporation.

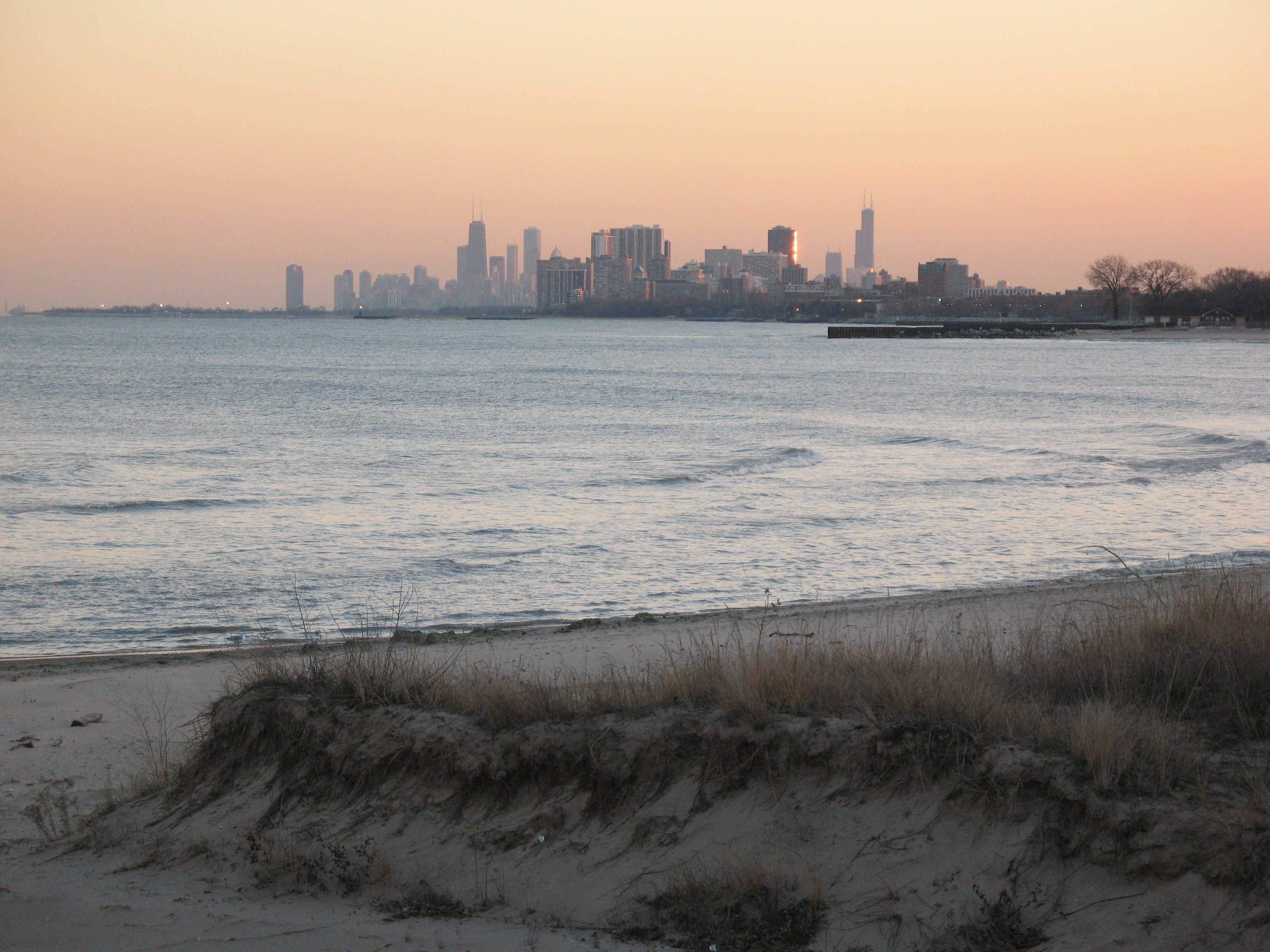
Vue sur Downtown Chicago depuis Evanston.

## Géographie
Située dans la banlieue chicagoane, la ville d'Evanston partage ses frontières municipales avec Chicago (Howard Street) au sud.